# Henry Joseph Mansell

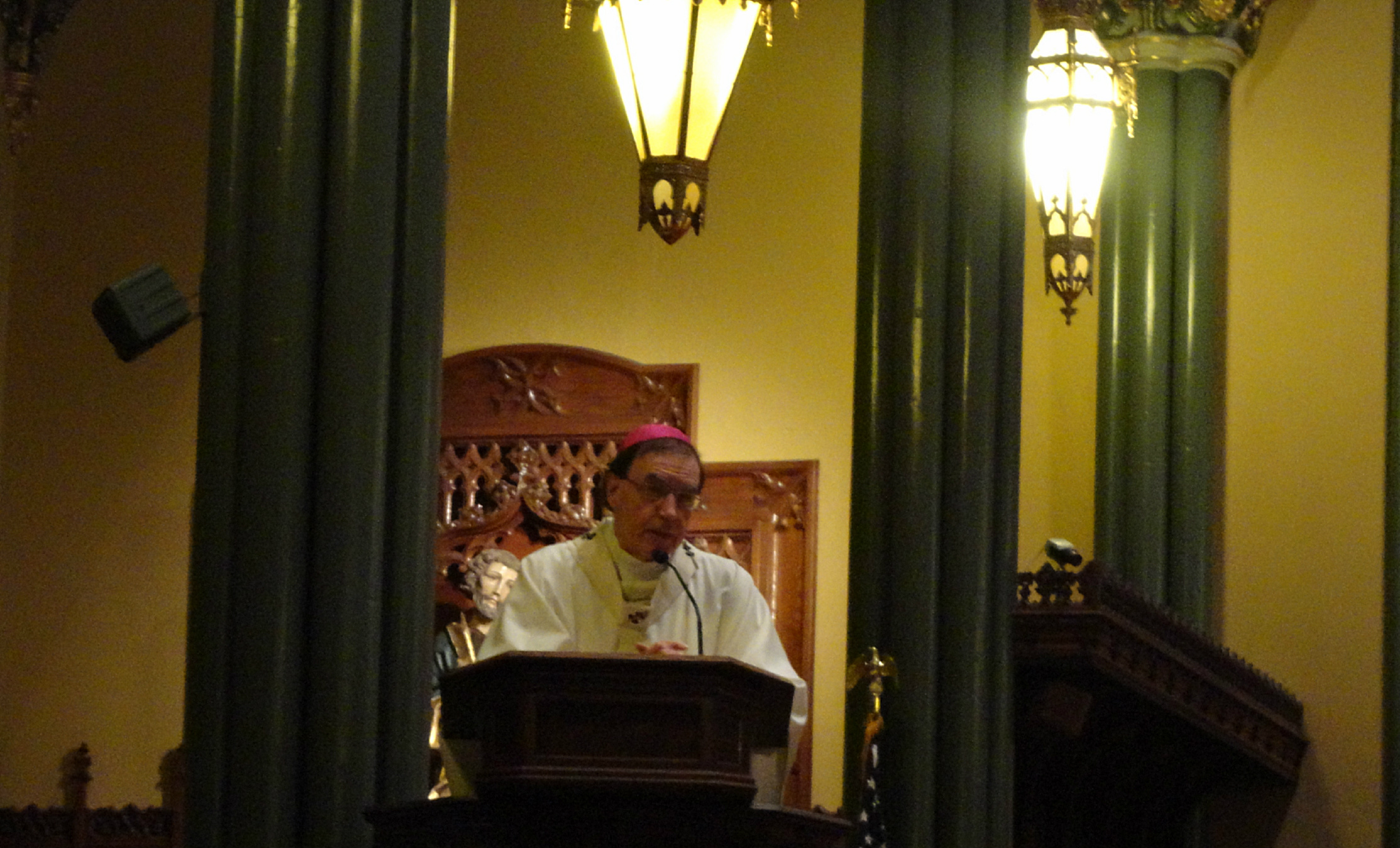
Henry Joseph Mansell

Wappen von Henry Joseph Mansell als Erzbischof von Hartford

Henry Joseph Mansell (* 10. Oktober 1937 in New York City) ist ein US-amerikanischer römisch-katholischer Geistlicher und emeritierter Erzbischof von Hartford.

## Leben
Henry Joseph Mansell empfing am 19. Dezember 1962 die Priesterweihe für das Erzbistum New York.
Papst Johannes Paul II. ernannte ihn am 24. November 1992 zum Weihbischof in New York und Titularbischof von Marazanae. Der Papst persönlich spendete ihm am 6. Januar des nächsten Jahres die Bischofsweihe; Mitkonsekratoren waren Giovanni Battista Re, Substitut des Staatssekretariates, und Justin Francis Rigali, Sekretär der Kongregation für die Bischöfe.
Am 18. April 1995 wurde er zum Bischof von Buffalo ernannt und am 12. Juni desselben Jahres in das Amt eingeführt. Am 20. Februar 2003 wurde er zum Erzbischof von Hartford ernannt und am 18. Dezember desselben Jahres in das Amt eingeführt.
2012 tadelte Mansell den katholischen Priester Michael DeVito aus der Kleinstadt Suffield (US-Bundesstaat Connecticut), da dieser an der Hochzeit eines gleichgeschlechtlichen Paares teilgenommen hatte.
Am 29. Oktober 2013 nahm Papst Franziskus seinen altersbedingten Rücktritt an.